# 기니비사우의 역사
기니비사우는 1450년대부터 1970년대까지 포르투갈에 의해 지배되었다. 1974년 독립 이후, 이 나라는 1991년까지 단일 정당 체제로 통제되었다. 1991년 다당제 정치의 도입에 이어, 첫 다당제 선거가 1994년에 열렸다.

## 유럽의 지배

### 독립 투쟁

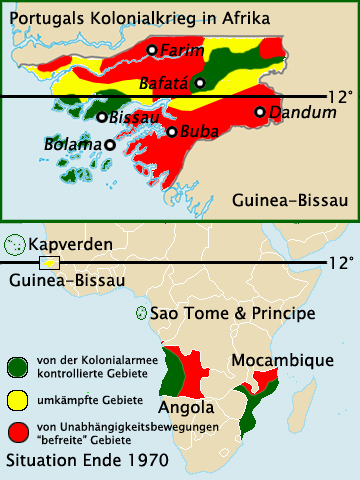
포르투갈령 (녹색), 분쟁지역 (노란색), 반란지역 (빨간색) 1970년 포르투갈령 기니 및 기타 식민지

1973년 아밀카르 카브랄은 코나크리에서 암살당했고, 당의 지도력은 나중에 카보베르데의 초대 대통령이 된 아리스티드스 페레이라에게 넘어갔다. PAIGC 국회는 남동부 지역의 보에에서 만나 1973년 9월 24일 기니비사우 독립을 선언했고 11월 유엔 총회에서 93 대 7의 투표로 승인되었다.

## 포르투갈로부터의 독립
1974년 4월 포르투갈의 카네이션 혁명이 일어나면서 기니비사우는 1974년 9월 10일 독립했다. 아밀카르 카브랄의 이복동생인 루이스 카브랄이 대통령이 되었다. 1980년 말, 정부는 총리이자 전 군 사령관인 주앙 베르나르두 비에이라가 이끄는 쿠데타로 전복되었다.
미국은 1974년 9월 10일 기니비사우 독립을 승인했다.

## 민주주의
포르투갈로부터 독립한 지 20년이 지난 1994년, 포르투갈의 첫 다당제 의회와 대통령 선거가 열렸다. 1998년 기니비사우 내전을 촉발시킨 군부 봉기는 수십만 명의 실향민을 만들었다. 1999년 5월 7일, 대통령은 군사 정권에 의해 축출되었다. 2000년 2월, 야당 지도자 쿰바 이알라가 두 차례의 투명한 대통령 선거에 이어 취임하면서 과도 정부가 권력을 이양했다. 기니비사우의 민주주의로의 회귀는 내전으로 파괴된 경제 파탄과 정부의 개입에 대한 군의 선호로 인해 복잡해졌다.
선거까지 몇 주 동안 무기가 유입되었다는 보도와 아직 정체불명의 무장 괴한들에 의한 대통령궁과 내무부에 대한 공격을 포함한 일부 '선거운동 중 소동'에 대한 보도에도 불구하고, 유럽의 감시자들은 이번 선거를 "침착하고 조직적인" 선거라고 불렀다.
2000년 1월 2차 총선이 치러졌다. 대통령 선거는 사회갱신당의 야당 지도자 쿰바 이알라가 집권당인 PAIGC의 말랑 바카이 사냐를 꺾고 승리하는 결과를 낳았다. PRS는 국가인민의회 선거에서도 102석 중 38석을 차지하며 승리했다.
2003년 9월, 군사 쿠데타가 일어났다. 군부는 이알라를 "문제를 해결할 수 없다"는 혐의로 체포했다.  여러 차례 연기된 후, 2004년 3월에 입법부 선거가 열렸다. 2004년 10월 군부의 분파들의 반란은 군부의 수장이 사망하는 결과를 낳았고 광범위한 불안을 야기했다.
2005년 6월, 이알라를 축출한 쿠데타 이후 처음으로 대통령 선거가 실시되었다. 이알라는 1999년 쿠데타로 축출된 전 대통령 주앙 베르나르두 비에이라가 PRS 후보로 선출되었다. 비에이라 후보는 결선투표에서 말랑 바카이 사냐 후보를 눌렀다. 사냐는 처음에 수도 비사우를 포함한 두 선거구에서 부정 조작과 부정선거가 발생했다고 주장하면서 양보를 거부했다.
선거 전에 무기가 입국했다는 보고와 정체불명의 무장 괴한들의 관공서 공격을 포함한 일부 "유세 중 소동"에도 불구하고, 외국 선거 감시자들은 2005년 선거를 전체적으로 "침착하고 조직적인" 선거라고 묘사했다.
3년 후인 2008년 11월 총선에서 PAIGC는 100석 중 67석을 차지하며 압도적인 다수를 차지했다. 2008년 11월, 비에이라 대통령의 관저가 무장세력의 공격을 받아 경호원 1명이 사망했지만 대통령은 다치지 않았다.